# Mărtăcești, Brăila
Mărtăcești este un sat în comuna Siliștea din județul Brăila, Muntenia, România.
Între anii 1417-1829 a făcut parte din Raiaua Brăila (Kaza Ibrail) a Imperiului Otoman.